# Victor Klein
Victor Henrik Klein, (25. juni 1889 på Østerbro i København- 27. oktober 1969 på  på Diakonissestiftelsen på Frederiksberg), var en dansk fodboldspiller. 
Victor Klein spillede i B.93 fra ungdomstiden. Han var en hurtig angriber og skød godt på mål med begge ben. Det var først i 1910 som 21-årig, efter legendariske Johannes Gandil var holdt op, at han blev fast mand på B.93 hold. Han var med på holdet, men spillede ikke i finalen, som i 1916 vandt klubbens første DM-titel. Det blev til 111 kampe og 32 mål for B.93 i perioden 1905-1918. 
Victor Klein spillede fem A-landskampe for Danmark og scorede tre mål i perioden 1915-1917. Han debuterede 1915 da Danmark vandt 2-0 over Sverige i Københavns Idrætspark. Han scorede sine tre landskampmål i Idrætsparken mod Norge 7. oktober 1917 som danmark vandt 12-0, hvor han på 20 minutter i første halvleg scorede et ægte hattrick. Alle hans fem landskampe gav sejr, rekorden er kun slået af OBs Erik Nielsen med 6 kampe. 
Victor Klein var revisor og var også B93s revisor i flere år. 
Victor Klein var bror til Carl Johan Klein B93s næstformand 1928-1931. 